# Marie Manley
Marie Manley (* 19. August 1893 in Wheeling, West Virginia; † 4. Dezember 1953 in Los Angeles) war eine US-amerikanische Schauspielerin, die vor allem durch ihre Rolle als Nina, die Freundin von Ada in den Filmen rund um die Abenteuer von Henry M. Stanley bekannt wurde.

## Lebenslauf
Sie wurde am 19. August 1893 in Wheeling im US-Bundesstaat West Virginia geboren. 1915 verkörperte sie erstmals Nina, in dem Film Stanley’s Search for the Hidden City. Sie verkörperte die Rolle von Nina noch weitere fünf Mal und war in dieser Rolle letztmals in dem Film Stanley in Darkest Africa aus dem gleichen Jahr zu sehen.
Bis zum Jahr 1917 wirkte sie in weiteren 14 Filmen mit und beendete ihre Filmkarriere mit dem Film The Pawnbroker's Heart.
Manley verstarb 1953 in Los Angeles in einem Alter von 60 Jahren.

## Filmografie
- 1915: Stanley’s Search for the Hidden City
- 1915: Stanley’s Close Call
- 1915: The White King of the Zaras
- 1915: Stanley at Starvation Camp
- 1915: Stanley and the Slave Traders
- 1915: Stanley Among the Voodoo Worshipers
- 1915: Stanley in Darkest Africa
- 1916: The Snow Cure
- 1916: Perils of the Park
- 1916: The Cry of Erin
- 1916: Brennon o' the Moor
- 1916: A Tugboat Romeo
- 1917: His Parlor Zoo
- 1917: A Dishonest Burglar
- 1917: Caught with the Goods
- 1917: Twin Troubles
- 1917: A Dark Room Secret
- 1917: Aired in Court
- 1917: An Innocent Villain
- 1917: A Love Chase
- 1917: The Pawnbroker's Heart